# Santa Rosa (Calheta, Açores)

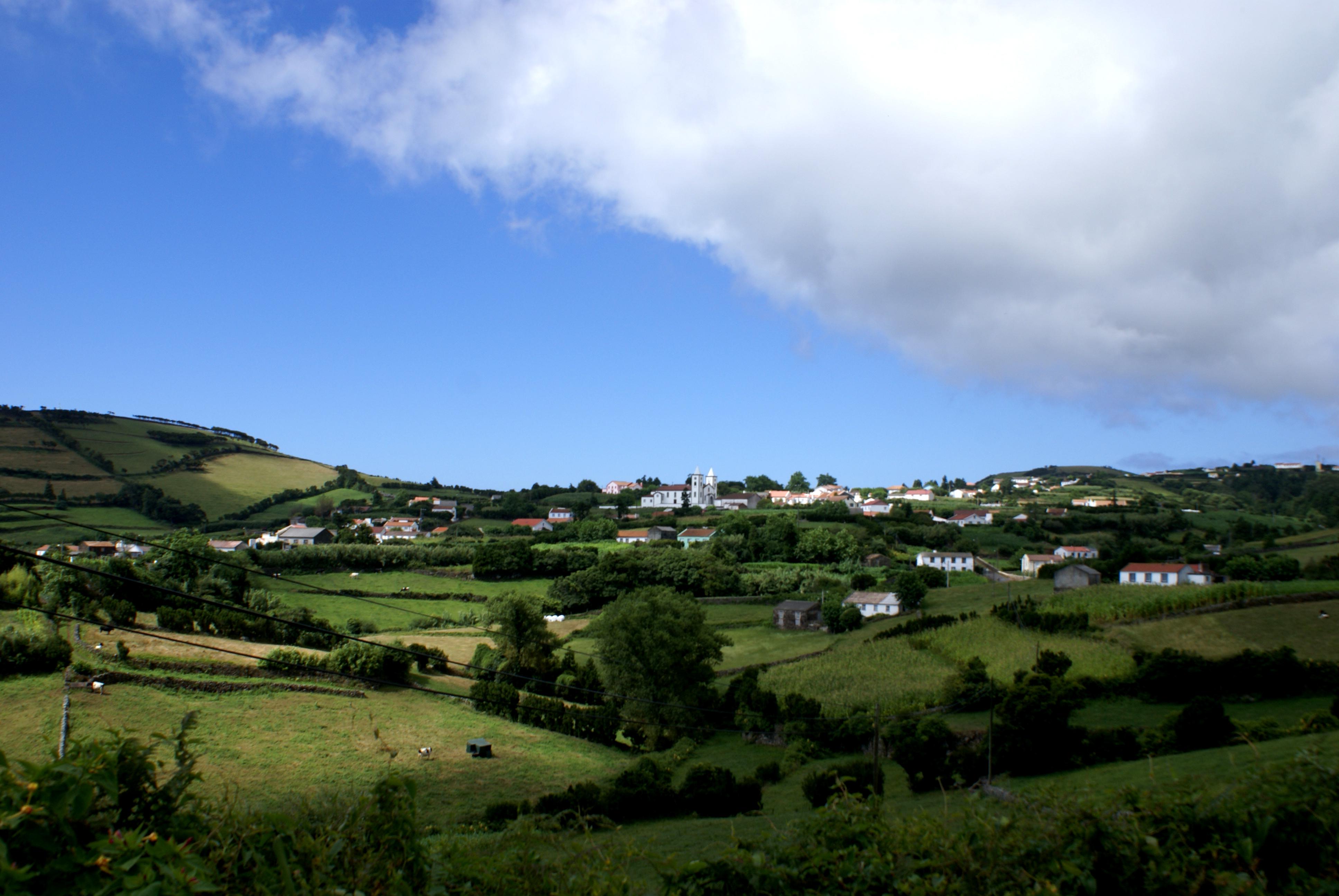
Paisagem visível a partir de Santa Rosa

Santa Rosa é uma aldeia que pertence à freguesia de Santo Antão e concelho da Calheta, ilha de São Jorge, Açores.